# Kurt Waeger
 (juin 2024).
Si vous disposez d'ouvrages ou d'articles de référence ou si vous connaissez des sites web de qualité traitant du thème abordé ici, merci de compléter l'article en donnant les références utiles à sa vérifiabilité et en les liant à la section « Notes et références ».
Pour les articles homonymes, voir Wäger.
Kurt Waeger (6 février 1893 à Berlin-Schöneberg – 18 juin 1952 à Winsen) est un général allemand d'artillerie de la Seconde Guerre mondiale et chef de l'Office d'armement au ministère de l'armement et des munitions (RM.fRuK) dirigé par Albert Speer.

## Biographie
Fils d'un conseiller princier, il s'engage le 3 avril 1911 comme enseigne dans le 17e régiment d'artillerie de campagne à Bromberg, où il est promu lieutenant le 18 août 1912. Il fait toute la Grande guerre de 1914-1918 comme chef de batterie puis aide de camp au 2e Régiment prussien d'artillerie (régiment Schwerin). Il est promu capitaine le 1er février 1926, sert à la tête d'un commando frontalier en Silésie (Opole) puis comme officier d'état-major auprès de la 22e Division d'Infanterie stationnée à Brême. A l'été 1937, il est promu lieutenant-colonel et affecté à la Direction de l'Armement.
Promu colonel, il prend en 1941 la tête du 53e corps d'armée, et en cette qualité participe à l'Operation Barbarossa. Au mois de janvier 1942, il relève Wilhelm Hasse en tant que commandant de la 18e Armée (Groupe d'armées Nord). Il est promu peu après général de division. Au mois de novembre 1942, il prend la succession de Georg Thomas en tant que chef de l'armement au Ministère de l'Armement et des Munitions du Reich d'Albert Speer, chargé des essais. À ce poste, il sera promu General der Artillerie, et lorsqu'il quitte ce service au mois de novembre 1944, il est décoré de la  Croix du Mérite avec glaives. Placé en décembre 1944 dans la Führerreserve du Haut Commandement, il obtient à la fin janvier 1945 le commandement du 5e corps d'armée reconstitué. Aux côtés des débris de la 4. Panzerarmee, il prend ainsi part aux derniers combats contre les forces soviétiques en Lusace et dans les Monts Métallifères (bataille de Bautzen, en avril). Les autorités soviétiques l'ont libéré en 1948.